# Capitaine Tomba
 (juin 2023).
Capitaine Tomba est un dirigeant baga du XVIIIe siècle qui fédère plusieurs villages des abords du Rio Nunez dans l'actuel Sierra Leone afin de s'opposer au commerce triangulaire. Son action militaire est réprimée et il est alors capturé et transféré à l'île de Bunce où il devient esclave. 
Il fait l'objet de description contemporaine lors de sa vente, en 1721. Il embarque à bord du navire négrier Robert of Bristol et y organise une mutinerie qui échoue. En novembre 1721, il est vendu avec 189 autres esclaves à Kingston, en Jamaïque.

## Histoire
En 1721, Capitaine Tomba est le chef d'une confédération de villages bagas situés aux abords du rio Nunez,. Il s'oppose au commerce d'esclaves et mène une politique de harcèlement militaire dans la région. Il se trouve à la tête d'un petit groupe armé et s'en prend aux marchands africains qui coopèrent avec les marchands d'esclaves européens. Après avoir tué et mis à feu plusieurs bâtiments, il fait face aux représailles de John Leadstine, responsable des comptoirs britanniques de l'île de Bunce en Sierra Leone. Ce dernier organise une expédition nocturne afin de capturer le chef africain. Deux hommes périssent dans l'opération, mais il parvient à soumettre Tomba. Il le vend, comme esclave, à Richard Harding à bord du navire négrier Robert of Bristol. John Atkins, contemporain lors de la vente, rend compte de l'échange qui se déroule sur l'île : 
[Richard Harding] remarqua l'un d'entre eux, grand et fort, à l'allure sévère et audacieuse. Il semblait dédaigner les autres esclaves pour leur empressement à être examinés et dédaignait de regarder les acheteurs, refusant de se lever ou d'étirer ses membres comme le lui ordonnait son maître. Cela lui valut d'être fouetté sans ménagement [...] Ce personnage était le chef de quelques villages de campagne qui s'opposaient à eux et à leur commerce à la rivière Nunes.
À bord du navire, Tomba parvient à convaincre plusieurs esclaves de tenter de prendre le contrôle du navire, mais leur plan échoue. Selon John Atkins, il s'allie à trois ou quatre esclaves, dont une femme qui surveille le nombre d'hommes sur le pont. Lorsqu'il y a moins de cinq hommes, elle apporte à Tomba un marteau et ce dernier met à exécution le plan. Cependant, sur les différents esclaves, un seul l'accompagne finalement. Sur le pont, il tue deux marins rapidement, puis un troisième qui se réveille et pousse un cri. Deux autres marins arrivent sur le pont et parviennent à maîtriser Tomba.
Afin de punir et soumettre Tomba, Richard Harding l'épargne volontairement. D'après Atkins, un esclave aussi robuste a trop de valeur pour être tué. Il organise une punition particulièrement violente pour les autres esclaves. Il tue un premier esclave et force les deux autres à manger de sa chair devant Capitaine Tomba. Après ce repas forcé, il les tue également. Il fait ensuite fouetter et scarifier Tomba et l'esclave qui l'aida pour la mutinerie. Quant à la femme esclave, il la pend par les pouces, la fouette et la taillade devant tous les esclaves, jusqu'à ce que mort s'ensuive. Après avoir accosté en Côte de l'Or pour son approvisionnement principal, le navire négrier prend alors le large le 28 juillet 1721 en direction de la Jamaïque, avec 220 esclaves à bord. Le 7 novembre 1721, il arrive à Kingston et en débarque 190. Le capitaine Tomba survit au voyage et fait partie des esclaves vendus.